# 27 مايو
- السبت
- الأحد
- الاثنين
- الثلاثاء
- الأربعاء
- الخميس
- الجمعة

- 2628 شوال 1446  هـ
- 2729 شوال 1446  هـ
- 2830 شوال 1446  هـ
- 291 ذو القعدة 1446  هـ
- 302 ذو القعدة 1446  هـ
- 13 ذو القعدة 1446  هـ
- 24 ذو القعدة 1446  هـ
- 35 ذو القعدة 1446  هـ
- 46 ذو القعدة 1446  هـ
- 57 ذو القعدة 1446  هـ
- 68 ذو القعدة 1446  هـ
- 79 ذو القعدة 1446  هـ
- 810 ذو القعدة 1446  هـ
- 911 ذو القعدة 1446  هـ
- 1012 ذو القعدة 1446  هـ
- 1113 ذو القعدة 1446  هـ
- 1214 ذو القعدة 1446  هـ
- 1315 ذو القعدة 1446  هـ
- 1416 ذو القعدة 1446  هـ
- 1517 ذو القعدة 1446  هـ
- 1618 ذو القعدة 1446  هـ
- 1719 ذو القعدة 1446  هـ
- 1820 ذو القعدة 1446  هـ
- 1921 ذو القعدة 1446  هـ
- 2022 ذو القعدة 1446  هـ
- 2123 ذو القعدة 1446  هـ
- 2224 ذو القعدة 1446  هـ
- 2325 ذو القعدة 1446  هـ
- 2426 ذو القعدة 1446  هـ
- 2527 ذو القعدة 1446  هـ
- 2628 ذو القعدة 1446  هـ
- 2729 ذو القعدة 1446  هـ
- 281 ذو الحجة 1446  هـ
- 292 ذو الحجة 1446  هـ
- 303 ذو الحجة 1446  هـ
- 314 ذو الحجة 1446  هـ
- 15 ذو الحجة 1446  هـ
- 26 ذو الحجة 1446  هـ
- 37 ذو الحجة 1446  هـ
- 48 ذو الحجة 1446  هـ
- 59 ذو الحجة 1446  هـ
- 610 ذو الحجة 1446  هـ

27 مايو أو 27 أيَّار أو 27 مايس أو 27 نوَّار أو يوم 27 \ 5 (اليوم السابع والعشرون من الشهر الخامس) هو اليوم السابع والأربعون بعد المئة (147) من السنوات البسيطة، أو اليوم الثامن والأربعون بعد المئة (148) من السنوات الكبيسة وفقًا للتقويم الميلادي الغربي (الغريغوري). يبقى بعده 218 يوما لانتهاء السنة.

## أحداث
- 1498 - البحار البرتغالي فاسكو دا غاما يصل إلى الهند مكتشفًا بذلك طريقًا بحريًا يمكن من التبادل المباشر بين أوروبا وآسيا.
- 1679 - صدور قانون المثول في إنجلترا، وهو أمر قضائي بإحضار شخص للمثول بين يدي المحكمة.
- 1703 - إمبراطور روسيا بطرس الأكبر يؤسس مدينة سانت بطرسبرغ كعاصمة جديدة بعد حصوله على منفذ إلى بحر البلطيق بانتصاره في حرب الشمال العظمى.
- 1832 - الجيش المصري بقيادة «أحمد المونوكلي» يفتح مدينة عكا بعد حصار دام 6 أشهر أتى بعد إعلان والي مصر محمد علي باشا الحرب على والي عكا «عبد الله باشا» بحجة إيوائه 6 آلاف من المصريين الفارين من التجنيد ورفضه إرسال الأخشاب لبناء الأسطول المصري.
- 1840 - عقد «اجتماع دير القمر السري» والذي كان بداية الثورة الشامية ضد إبراهيم باشا والتي انتهت بطرده من بلاد الشام بعد تدخل عسكري عثماني مدعوم من بريطانيا.
- 1905 - الأسطول الياباني يتمكن من تحطيم الأسطول الروسي في «مضيق تسوشيما» قبالة سواحل كوريا والذي يتضمن 32 طائرة حربية ويأسر بقية سفنه وذلك في ما عرف باسم معركة تسوشيما أثناء الحرب الروسية اليابانية.
- 1918 - الإعلان عن استقلال أفغانستان عن المملكة المتحدة.
- 1934 - شركة نفط العراق تنهي أعمالها الإنشائية في خط أنابيب كركوك / حيفا لتصدير النفط العراقي عبر موانئ البحر المتوسط، وقد توقف هذا الخط عن العمل بعد قيام دولة إسرائيل.
- 1941 - الأسطول البريطاني يغرق البارجة الألمانية «بسمارك» أثناء الحرب العالمية الثانية وذلك قرب سواحل أيرلندا، وقد غرق أكثر من ألفي بحار كانوا على متنها وما زالت بقايا هذه البارجة موجودة حتى الآن على عمق خمسة كيلومترات تحت سطح البحر.
- 1955 -
  - حزب المحافظين برئاسة رئيس الوزراء أنطوني إيدن يفوز بالانتخابات البرلمانية بأغلبية مطلقة.
  - هزات أرضية وتسع ثورات بركانية في تشيلي ذهب ضحيتها آلاف الضحايا.
- 1960 - الجيش التركي يطيح بالرئيس محمود جلال بايار وحكومته المدنية التي يرأسها عدنان مندريس، والجنرال جمال جورسيل يتولى السلطة.
- 1971 - توقيع معاهدة الصداقة والتعاون بين مصر والاتحاد السوفيتي لمدة 15 عامًا، إلا أنها ألغيت بعد 5 سنوات من توقيعها.
- 1995 - مقتل نحو 2500 شخص إثر زلزال ضرب جزيرة ساخالين شرق روسيا.
- 1998 - أول أخين يحصلان على لقب يوكوزونا في التاريخ وذلك عندما حصل «واكانوهانا» على لقب يوكوزونا بعد أخيه الأكبر «تاكانوهانا».
- 2000 - اكتشاف الكويكب (28891) 2000 KK75
- 2004 - الشرطة البريطانية تعتقل أبو حمزة المصري بطلب أمريكي.
- 2015 - نبراسكا تصبح الولاية الأمريكية التاسعة عشرة التي تلغي عقوبة الإعدام.
- 2019 - نفوق آخر ذكر وحيد قرن سومطري في ماليزيا، تاركا وراءه أنثى واحدة فقط من نفس النوع النادر في الأسر، ويُقدَّر أن عدد ما تبقى من هذه الحيونات حول العالم يتراوح ما بين 30 إلى 80 حتَّى هذا التاريخ.
- 2021 - اكتشاف مقبرة جماعية في أرض مدرسة كاملوبس الهندية السكنية، كولومبيا البريطانية، كندا، تضم رُفات 215 طفلًا من السكان الأصليين.

## مواليد
- 1332 - ابن خلدون، مؤسس علم الاجتماع.
- 1756 - ماكسيمليان الأول يوزف، ملك مملكة بافاريا.
- 1794 - كورنليوس فاندربلت، رجل أعمال أمريكي.
- 1837 - وايلد بيل هيكوك، مقاتل أمريكي.
- 1871 - جورج رووه، رسام فرنسي.
- 1896 - جوانا كانن، روائية بريطانية.
- 1897 - جون كوكروفت، عالم فيزياء بريطاني حاصل على جائزة نوبل في الفيزياء عام 1951.
- 1922 - كرستوفر لي، ممثل إنجلترا.
- 1923 - هنري كسنجر، سياسي أمريكي حاصل على جائزة نوبل للسلام عام 1973.
- 1926 - رشيدي كاواوا، سياسي ورجل دولة تنزاني.
- 1931 - فاتن حمامة، ممثلة مصرية.
- 1935 - وليد إخلاصي روائي سوري.
- 1939 - حسن يعقوب العلي، كاتب ومؤلف مسرحي كويتي.
- 1947 - برانكو أوبلاك، لاعب ومدرب كرة قدم سلوفيني.
- 1953 - عمر عبد العزيز، مخرج مصري.
- 1967 - بول غاسكوين، لاعب ومدرب كرة قدم إنجليزي.
- 1970 - جوزيف فاينس، ممثل إنجليزي.
- 1971 -
  - بول بيتاني، ممثل إنجليزي.
  - منال عفيفي، ممثلة مصرية.
- 1973 - شهد سلمان، ممثلة كويتية.
- 1979 - ميل ستريوفسكي، لاعب كرة قدم أسترالي.
- 1981 - يوهان إلماندر، لاعب كرة قدم سويدي.
- 1982 - ناتالي نيدهارت، مصارعة كندية.
- 1983 - بوبي كونفي، لاعب كرة قدم أمريكي.
- 1985 - روبيرتو سولدادو، لاعب كرة قدم إسباني.
- 1986 -
  - تيمو ديكامب، مغني وممثل بلجيكي.
  - لاسه شونه، لاعب كرة قدم دنماركي.
- 1987 - جرفينيو، لاعب كرة قدم عاجي.
- 1990 - كريس كولفر، ممثل ومغني وكاتب سيناريو ومنتج أمريكي.
- 1991 - كسينيا بيرفاك، لاعبة كرة مضرب روسية.
- 1994 - إيميرك لابورتي، لاعب كرة قدم فرنسي.
- 1999 - ليلي روز ديب، ممثلة وعارضة أزياء فرنسية/أمريكية.

## وفيات
- 1508 - لودوفيكو سفورزا، دوق دوقية ميلانو.
- 1525 - توماس مونتسر، قس ألماني.
- 1564 - جان كالفن، مصلح ديني ولاهوتي فرنسي ومؤسس المذهب الكالفيني.
- 1873 - رفاعة الطهطاوي، من قادة النهضة العلمية في مصر ومنشأ مدرسة الألسن.
- 1910 - روبرت كوخ، طبيب ألماني حاصل على جائزة نوبل في الطب عام 1905.
- 1960 - روبرت ثورن، إحاثي من الولايات المتحدة الأمريكية.
- 1964 - جواهر لال نهرو، رئيس وزراء الهند.
- 1987 - جون نورثروب، عالم كيمياء حيوية أمريكي حاصل على جائزة نوبل في الكيمياء عام 1946.
- 1988 - إرنست روسكا، عالم فيزياء ألماني حاصل على جائزة نوبل في الفيزياء عام 1986.
- 2009 -
  - كليف غرانجر، اقتصادي ويلزي حاصل على جائزة نوبل في العلوم الاقتصادية عام 2003.
  - عمو بابا، لاعب ومدرب كرة قدم عراقي.
- 2012 - جوني تابيا، ملاكم أمريكي.
- 2014 - رضا وحيد، سياسي لبناني.
- 2015 - مايكل مارتن، فيلسوف وأكاديمي أمريكي.
- 2018 - محمد أحمد الحارثي، شاعر وكاتب عماني.
- 2022 - فيصل صدقي الياسين، طبيب فلسطيني والد ملكة الأردن رانيا العبد الله.

## أعياد ومناسبات
- اليوم الوطني للكشاف في الجزائر.
- عيد الأم في بوليفيا.
- عيد الطفولة في نيجيريا.
- اليوم العالمي لمرض التصلب اللويحي المتعدد.

## وصلات خارجية
- وكالة الأنباء القطريَّة: حدث في مثل هذا اليوم.
- النيويورك تايمز: حدث في مثل هذا اليوم.
- BBC: حدث في مثل هذا اليوم.